# Groupe OSA
Pour les articles homonymes, voir OSA.
Le groupe OSA (Syndicat des architectes contemporains) est une association architecturale active en Union soviétique entre 1925 et 1930. Il est considéré comme le premier groupe d’architectes constructivistes. Il publia une revue appelée SA (pour Sovremmennaia Arkhitektura soit « architecture contemporaine »).

## Architecture contemporaine
Comme l’ASNOVA, l’OSA sortit du courant avant-gardiste de l’école du Vkhoutemas (1920) à Moscou. Les fondateurs du groupe étaient Moïsseï Ginzbourg, connu pour son livre Style et Époque (une réponse soviétique à Vers une architecture de Le Corbusier) et Alexandre Vesnine, peintre, concepteur et architecte. À la différence des autres associations avant eux, l’OSA se réclamait du constructivisme, ce en quoi il était effectivement dans son utilitarisme et son attention portée sur la fonction plutôt que sur la forme, étant en cela le pendant architectural des expériences du mouvement artistique constructiviste. L’OSA fut par bien des aspects l’aile architecturale du mouvement moderniste et socialiste LEF, et à son instar publia son propre journal en 1926.
Jusqu’à sa fin en 1930, SA aura publié des articles sur des sujets variés dont un symposium sur les toits plats, une publication spéciale sur la couleur dans l’architecture et des entretiens avec Le Corbusier, le Bauhaus,[pas clair] Fernand Léger et Kasimir Malevitch (qui était aussi un collaborateur du journal). La maquette était en grande partie due à Alexeï Gan qui avait aussi dessiné le motif en grille très reconnaissable de la couverture. Parfois la photographie était réalisée par Alexandre Rodtchenko. Comme il l'avait fait avec les projets modernistes réalisés, le journal publia des projets expérimentaux des étudiants du Vkhoutemas comme le projet pour le Comintern de Lydia Komarova, les maisons-coques particulières de Sokolov et les œuvres d'Ivan Leonidov. Les articles publiés dans le journal étaient surtout centrés sur la Russie, s'intéressant parfois à l'Allemagne, mettant en évidence leurs affinités avec la Nouvelle Objectivité, bien qu'aucun architecte de l’OSA ne fût jamais invité à contribuer au Weißenhofsiedlung. Le groupe cependant fut le contrepoint soviétique du groupe der Ring en Allemagne : agitant pour l'architecture et les méthodes de construction modernistes, et les polémiques contre le classicisme et l’Éclectisme qui vont finalement fusionner dans le développement de l'architecture stalinienne.

## Activités

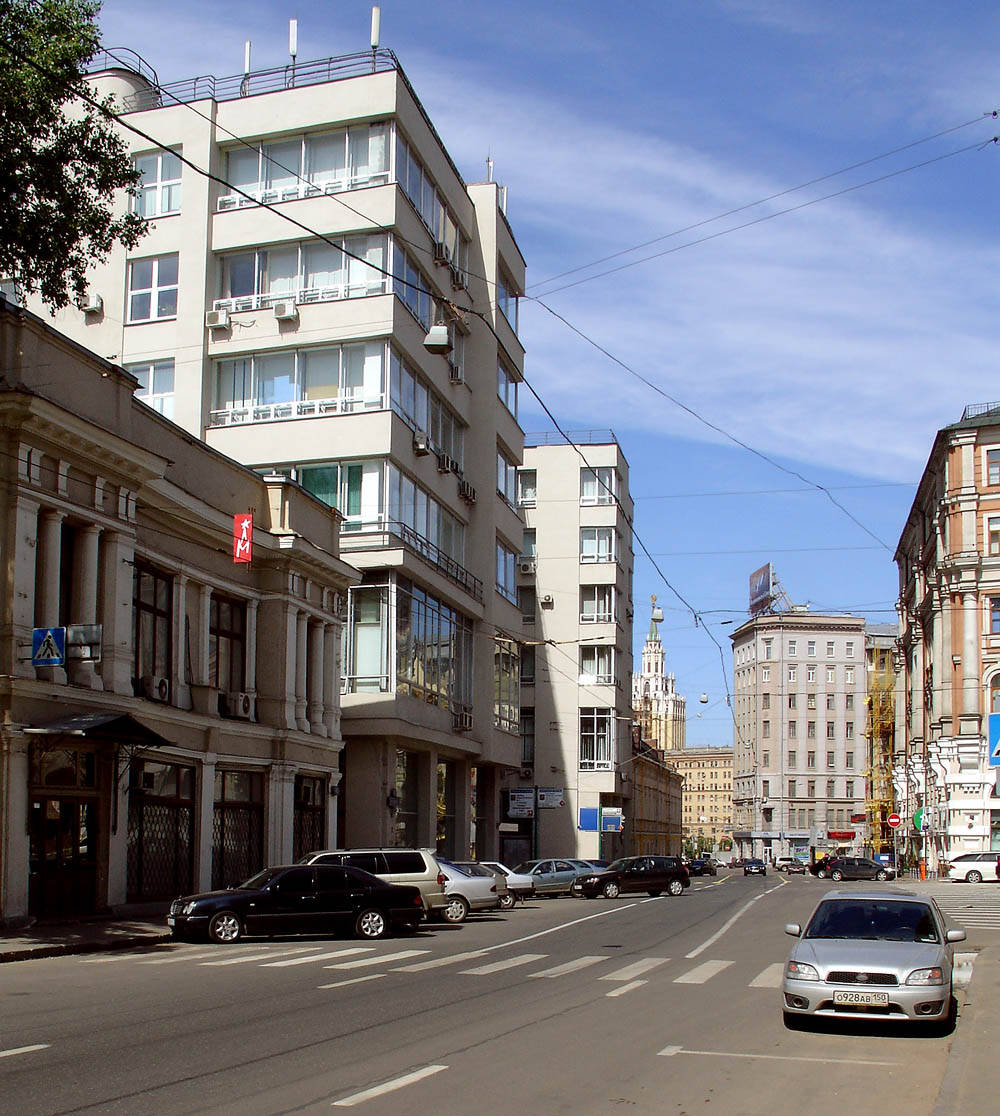
Gostorg Building de Boris Velikovsky avec Barsch, Gaken et al, 1926

Il existe plusieurs exemples de bâtiments dessinés par des membres de l'OSA en URSS. Parmi ceux-ci on trouve les immeubles de Moisei Ginzbourg (sur le boulevard Gogolsky à Moscou, un autre à Sverdlovsk et les bâtiments de Gostrakh et du Bâtiment du Narkomfin) ; les œuvres des années 1920 et 30 des frères Vesnine comme le palais de la culture de Likhachev, les grands magasins Mostorg à Moscou, la banque Ivano et la centrale électrique DnieproGuES ; les œuvres de Mikhail Barsch comme le planétarium de Moscou, en collaboration avec Mikhaïl Siniavski, et les immeubles de bureaux de Gostorg (comme membre d'une équipe dirigée par Boris Velikovski) ; les œuvres d'Ivan Nikolaïev comme un complexe électrico-technique à Moscou (avec Anatoli Fissenko, cette réalisation a été exposée lors de l'exposition sur le Style international au MoMA en 1932) et une importante résidence étudiante à Moscou ; et les habitations pour ouvriers dessinées par Alexandre Nikolski rue Tracteur à Léningrad.
Les figures majeures du groupe OSA furent membres des CIAM de 1928 à 1933, avec Ginzbourg et Nikolaï Kolli comme membres de leur secrétariat, le CIRPAC (Comité international pour la résolution des problèmes de l’architecture contemporaine). Une petite conférence du groupe OAS fut tenu à Moscou en 1932 avec Sigfried Giedion et Cornelis van Eesteren comme auditeurs. La Ligne générale de Sergueï Eisenstein montre des bâtiments spécialement bâtis par le membre de l'OSA Andreï Bourov. Les projets utopiques d'Ivan Leonidov furent premièrement publiés dans SA, et leur nature fantastique à la technologie avancée récolta des critiques acerbes venant du groupe VOPRA dirigé par Arkadi Mordvinov et Karo Halabyan, forgeant le terme « léonidovisme » pour attaquer ce groupe occidental : dans un éditorial de 1929 le SA défendit vigoureusement Leonidov, mais pressentait déjà ce qui devait arriver, avec Mikhail Barsch cible d'une campagne anti-bourgeoise au sein du Vkhoutemas.

## Des maisons collectives au désurbanisme
L’OSA prenait une position avant-gardiste respectant l'urbanisme aussi bien que l'architecture, position qui parfois a pu différer de celle du Parti communiste. En 1926-29 ils faisaient la propagande pour les maisons collectives et lancèrent la notion de condensateur social. Les architectes de l'OSA étaient employés par l'État pour développer des immeubles standards (les appartements Stroikom) en vue d'une production de masse. Cependant dès 1929 il y eut un renversement dans l'appareil théorique du groupe passant d'une ville composée d'immeubles collectivistes au désurbanisme, peut-être à cause des brutalités observées lors de la collectivisation forcée des territoires soviétiques. Les théories de Mikhail Okhitovitch reposant sur l'utilisation des moyens de télécommunication, les routes et les infrastructures pour créer des villes diffuses et semi-rurales furent publiées dans SA, et les propositions du groupe pour la ville nouvelle de Magnitogorsk furent faites sous son influence, pour se voir préférer finalement le projet de Ernst May du groupe Der Ring. Le débat sur le désurbanisme vit la direction du groupe OSA (notamment Ginzbourg) se placer derrière la théorie, ce qui aura des conséquences terribles quand le mouvement sera condamné par les décrets du Poiltburo. Le journal fut liquidé en 1930, et l'OSA deviendra brièvement le SASS (Section des Architectes pour la Construction Socialiste) avant d'être incorporer dans le syndicat d'état des architectes. Les membres du groupe continuèrent à exercer adoptant le style moderniste jusqu'en 1934 et l'inauguration du Réalisme socialiste. La plupart des membres de l'OSA survivront aux purges staliniennes, à l'exception cependant d'Alexei Gan et Mikhaïl Okhitovitch qui seront assassinés.
Avec la réhabilitation générale du Modernisme dans les années 1960, les publications de SA seront réimprimées après des décennies d'interdiction.

## Quelques membres de l’OSA et autres contributeurs deSA
- Alexandre Vesnine (1883-1959)
- Moïsseï Ginzbourg (1892-1946)
- Michael Osipovich Barshch (de) (1904-1976)
- Andreï Bourov (de) (1900-1957)
- Alexeï Gan (1887/1893-1942)
- Ilya Golossov (1883-1945)
- Panteleïmon Golossov (1883-1945)
- Nikolaï Kolli (1894-1966)
- Lydia Komarova (de) (1902-2002)
- Le Corbusier (1887-1965)
- Ivan Leonidov (1902-1959)
- Kasimir Malevitch (1879-1935)
- Nikolaï Krasilnikov (?)
- Ivan Nikolaïev (1901-1979)
- Alexandre Sergeïevitch Nikolski (de) (1884-1953)
- Mikhaïl Okhitovitch (1896-1937)
- Alexander Pasternak (1893-1982)
- Alexandre Rodtchenko (1891-1956)
- Varvara Stepanova (1894-1958)